# Eliodoro di Antiochia
Eliodoro d’Antiochia (in greco antico: Ἡλιόδωρος, Heliodōrus; Antiochia di Siria, ... – ...; fl. 178–175 a.C.) fu un politico seleucide, descritto nelle fonti bibliche e classiche come un usurpatore e tiranno.

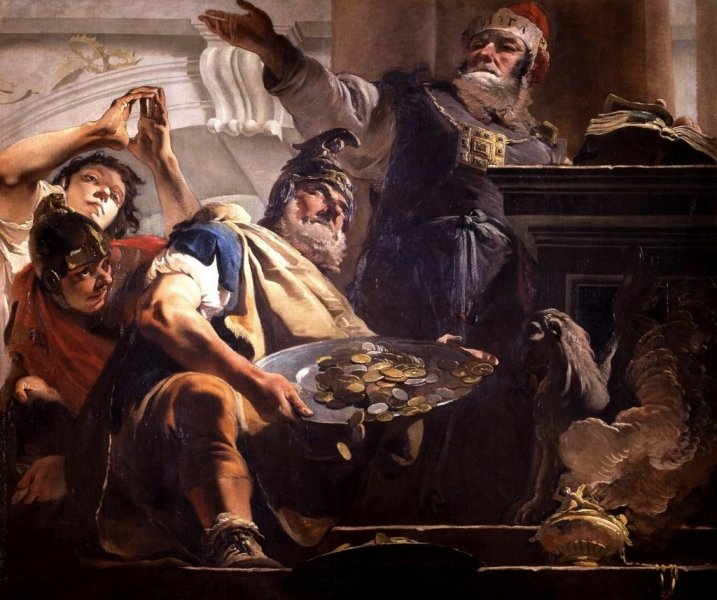
Eliodoro saccheggia il tempio, Giambattista Tiepolo, 1724

Era un cancelliere di Seleuco IV Filopatore (187 a.C. - 175 a.C.). Durante il suo mandato, è stato registrato come coinvolto in un tentativo di tassare il Tempio di Gerusalemme nelle storie ebraiche del periodo. Intorno al 175 a.C. morì Seleuco IV; alcune fonti storiche affermano che Eliodoro uccise Seleuco. Indipendentemente dal fatto che fosse responsabile o meno, si dichiarò reggente dopo la morte e si impadronì del potere del governo, da qui i sospetti di colpa. La reggenza di Elidoro fu di breve durata. Il fratello del defunto re, Antioco IV Epifane, fu aiutato dal monarca pergameno Eumene II, e giunse ad Antiochia. L'aristocrazia greca favorì Antioco IV ed Eliodoro fu rovesciato.

## Biografia

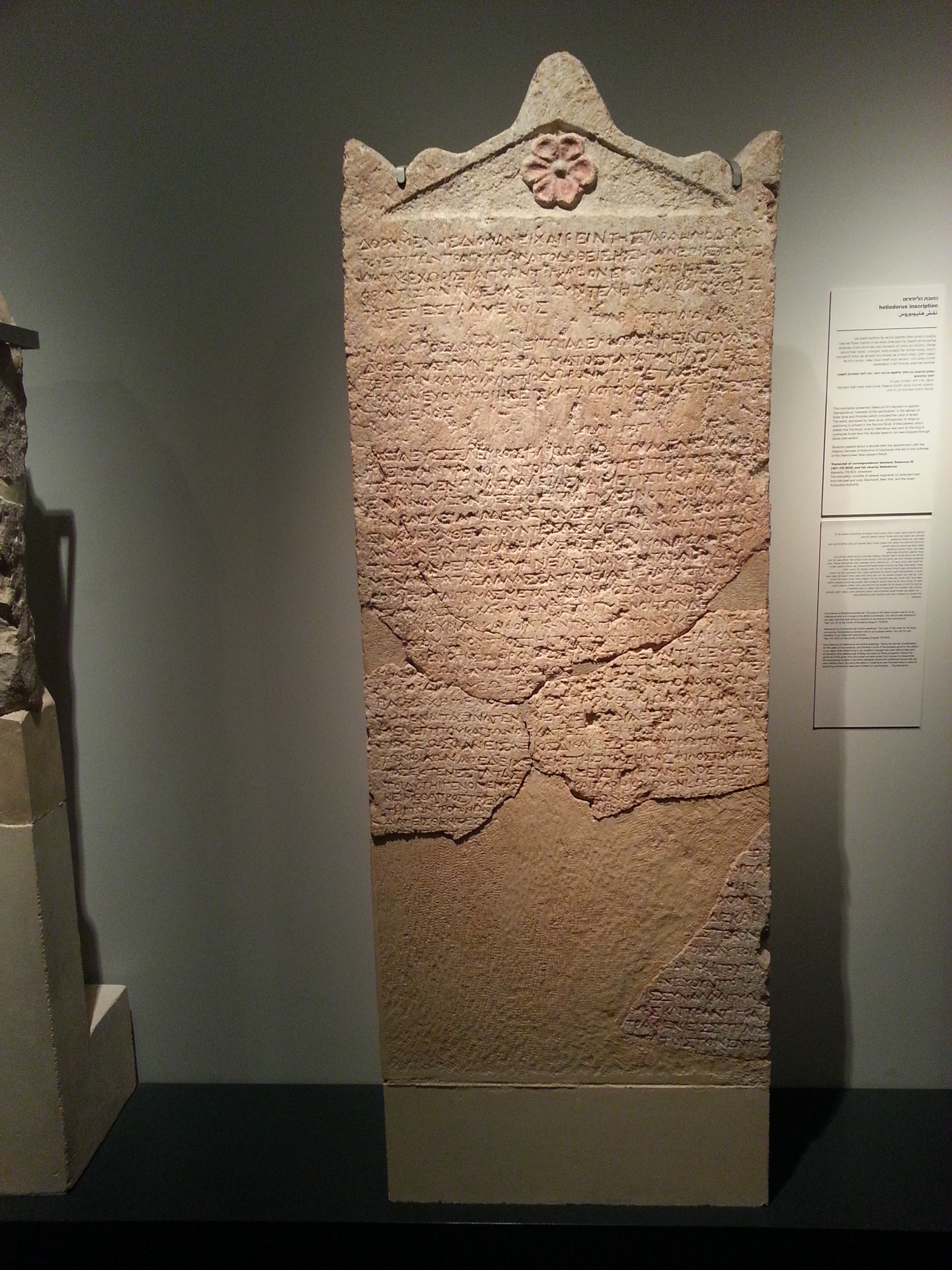
Stele di Eliodoro in mostra al Museo d'Israele.

Uno dei principali incidenti registrati nella vita di Elidoro è nel Secondo libro dei Maccabei e forse anche nel Libro di Daniele. L'Impero seleucide dell'epoca soffriva sotto le dure indennità imposte dalla Pace di Apamea: i Seleucidi dovevano pagare ogni anno alla Repubblica romana un ingente tributo per mantenersi in regola. Ciò probabilmente ha comportato tasse più elevate e una ricerca generale da parte del governo di denaro che potesse essere utilizzato per ripagare i romani. Intorno al 178 a.C., Seleuco inviò Eliodoro a Gerusalemme per raccogliere denaro, forse dopo aver sentito voci di ricchezze nascoste nel Tempio di Gerusalemme. Potrebbe esserci un riferimento a questo in Daniele 11:20, «Manderà un pubblicano per mantenere lo splendore regale». Il Secondo libro dei Maccabei riferisce che Eliodoro entrò nel Tempio di Gerusalemme per prenderne il tesoro, ma fu respinto da esseri spirituali che si manifestarono come esseri umani. Indipendentemente dal fatto che gli angeli fossero responsabili o meno, sembra che la missione di riscossione delle tasse di Eliodoro sia fallita, un fatto celebrato dagli ebrei successivi.
Nel 176 o 175 a.C., si dice che Eliodoro abbia organizzato l'omicidio del re in fonti come Appian. Non è noto se ciò sia vero, ma nonostante ciò, si proclamò reggente dopo la morte del re, governando per conto di un figlio di Seleuco IV di nome Antioco che era troppo giovane per governare. (Il figlio maggiore, Demetrio, all'epoca era un ostaggio a Roma e quindi non una minaccia politica.) Tuttavia, prestò servizio come reggente per pochi mesi. Antioco IV Epifane, fratello del defunto re, era stato in esilio ad Atene; con l'aiuto del monarca del regno di Pergamo, Eumene II, tornò in Siria dove riuscì rapidamente a convincere l'aristocrazia greca a sostenere la sua pretesa su Eliodoro. Eliodoro poi svanisce dalla storia; presumibilmente perse la sua posizione nel governo e fu giustiziato o mandato in esilio.

## Stele di Eliodoro
Negli anni 2000, è stata scoperta un'antica stele che faceva riferimento a Eliodoro e al suo esatto ruolo governativo in un'iscrizione greca. Si tratta di un proclama di Seleuco datato 178 a.C. Nella scrittura su questa stele, Seleuco informa Eliodoro di nominare un uomo di nome Olimpiodoro responsabile dei templi di Cele-Siria e Fenicia.
La stele è attualmente esposta nel Museo d'Israele a Gerusalemme. Sebbene questa parte della stele provenga dal commercio di antichità, un ulteriore frammento della stele stessa è stato trovato nel 2005 in un seminterrato sotterraneo di una casa ellenistica a Maresha e fornisce la parte mancante dell'iscrizione. I pezzi perfettamente abbinati sono stati riuniti per la visualizzazione.
La stele è stata acquisita da Michael Steinhardt nel 2007 e poi prestata all'Israel Museum. Nel dicembre 2021, la "Stele di Eliodoro" era tra i 180 manufatti saccheggiati che Steinhardt ha accettato di donare all'ufficio del procuratore distrettuale di Manhattan. Al 7 gennaio 2022, la "Stele di Heliodoro" è ancora in mostra nel Museo di Israele.